# Гомосексуальна порнографія

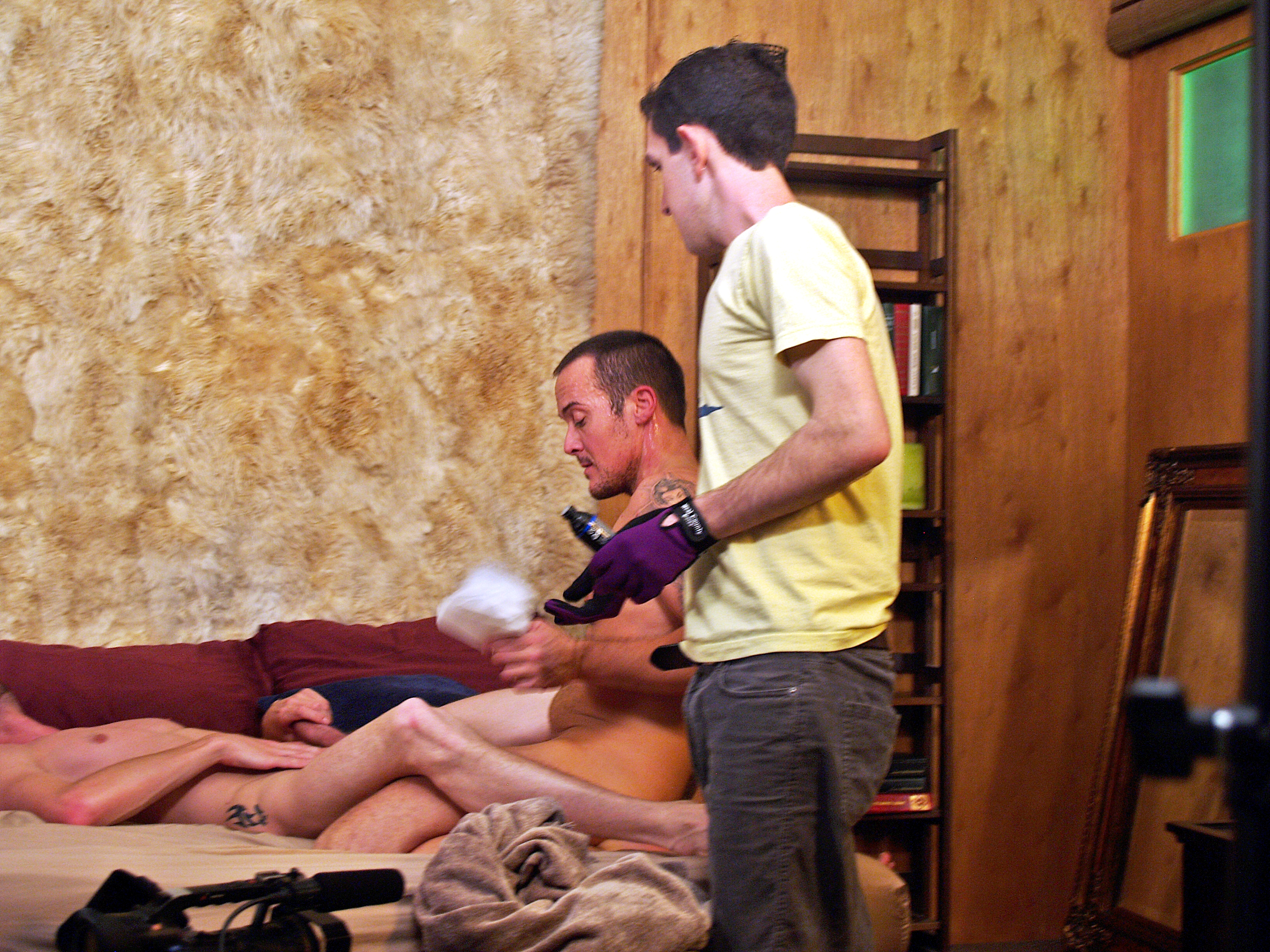
Зйомки гей-порно

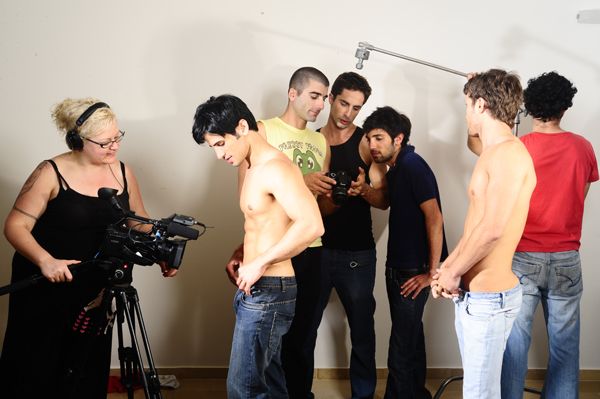
Зйомки фільму «Men of Israel» студії Lucas Entertainment

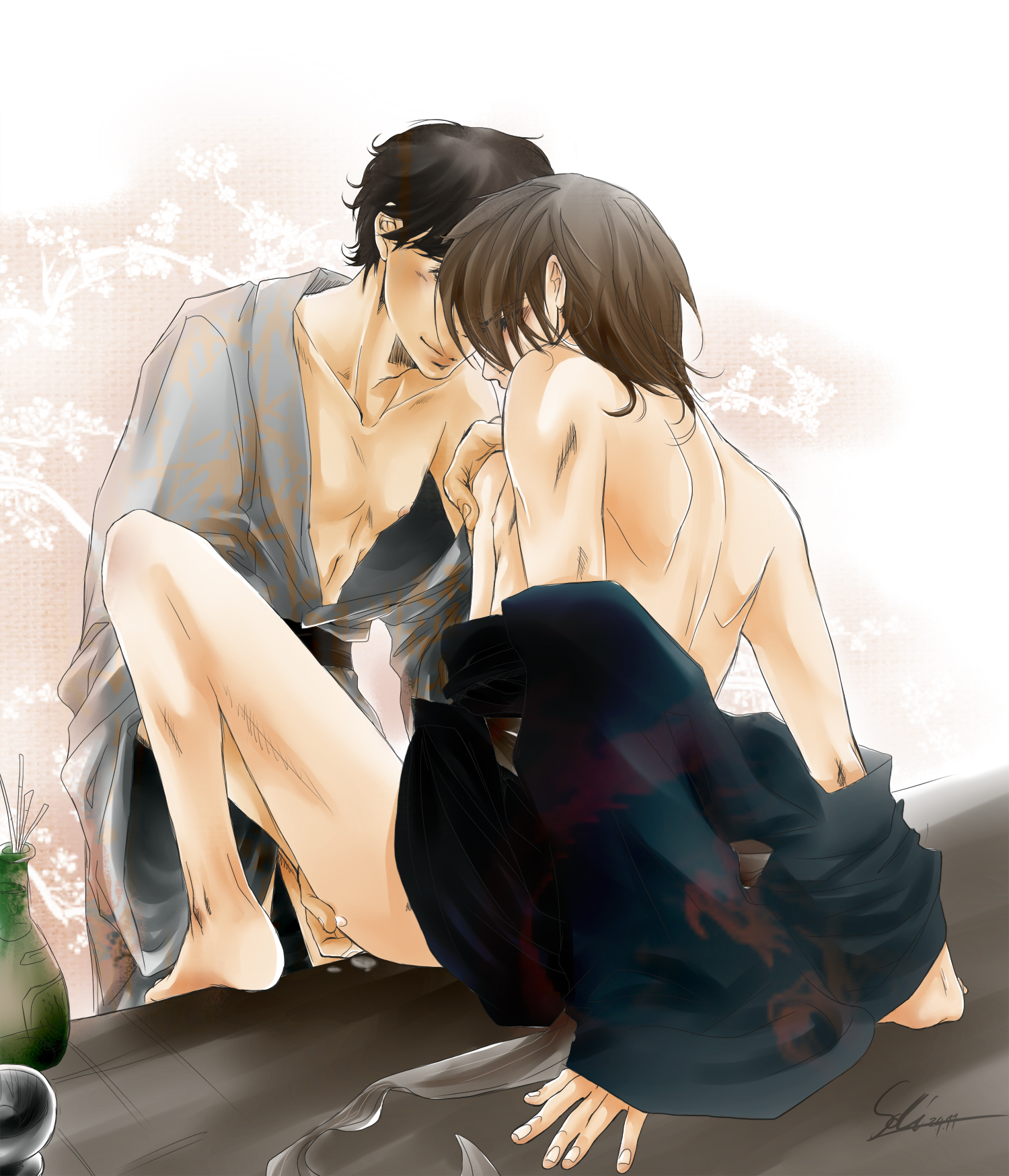
Сцена з яой-аніме

Гомосексуальна порнографія (також гей-порно) — вид порнографії, що представляє зображення статевих актів між чоловіками з метою сексуального збудження аудиторії.

## Аудиторія
Основними споживачами гомосексуальної порнографії є гомосексуальні і бісексуальні чоловіки, латентні гомосексуали, гетеросексуальні і бісексуальні жінки.

## Історія розвитку гей-порноіндустрії
Виробництво гей-порнофільмів почалося в 1970-і роки, коли деякі студії стали випускати порнографічні фільми гомосексуальної тематики для трансляції в так званих секс-кінотеатрах — кінотеатрах, в яких можна було займатися сексом.
У 1970-ті роки також було засновано безліч порнографічних журналів для геїв, таких як «In Touch» і «Blueboy». Заснований у 1973 році жіночий журнал «Playgirl» також привернув увагу геїв через еротичні знімків чоловіків, що публікуються в журналі.
1980-і роки ознаменувалися початком виробництва гей-порнофільмів на відео. Запис на відеокасету обходилася набагато дешевше записи на кіноплівку. Крім того, поширення відеомагнітофонів призвело до того, що порнографічні фільми стали легкодоступні в зв'язку з падінням цін на відеокасети. Вироблена відеопродукція в більшості своїй була малобюджетною і невисокої якості. Широкому поширенню порнофільмів сприяла також почалася епідемія СНІДу, в результаті чого безпечніше стало усамітнитися будинку з порнокасетою, ніж відвідувати секс-кінотеатри.
Піка розвитку гей-порноіндустрія досягла у 1990-і роки. Тоді почалося виробництво порнофільмів різних жанрів, орієнтоване на різні категорії глядачів: «домашнє порно», «армійське порно», «тюремне порно», порно з «ведмедями», порно за участю транссексуалів, етнічне порно, костюмовані порнофільми і інші. При цьому зйомки порнофільмів стали не поступатися за якістю фільмів інших жанрів: бюджети на виробництво продукції збільшилися, залучення професійних операторів і техніків підвищило якість, з'явилися знамениті порноактори.
XXI століття ознаменувався для гей-порнографії вельми прибутковим часом. В мережі стали з'являтися спеціалізовані сайти, на яких розміщаються не повнометражні фільми, а порноролики різних жанрів, які містять лише одну закінчену сцену. Такі сайти орієнтовані, як правило, на певні смакові переваги глядачів: молоді хлопці, бодібілдери, «ведмеді», офісне порно, «батько/син», БДСМ, фістинг і т. д.
В Японії з'явився жанр анімаційних фільмів гомосексуальної спрямованості — яой, який користується великою популярністю, в першу чергу, у гетеросексуальних жінок.

## Bareback-секс в гей-порноіндустрії
В США і Європі гей-порно зазвичай знімається з використанням презервативів, на відміну від гетеросексуальної порнографії, в якій засоби захисту — величезна рідкість. Однак в останні роки і серед гомосексуальної порнографії зростає попит на так зване bareback-порно, яке стало практично окремим жанром. Особливо в Європі, де до 60% всіх гей-порнофільмів відноситься до категорії «bareback».
Зазвичай до зйомок допускають тільки акторів з довідками про аналізи на ВІЛ, але такого заходу безпеки недостатньо, так як стандартні тести на антитіла до ВІЛ достовірні лише через 3 місяці після останнього ризику. Так, наприклад, у 2007 році у Великій Британії розгорівся скандал, коли кілька порноакторів були заражені ВІЛ-інфекцією під час зйомок фільму, хоча всі актори успішно пройшли тест на ВІЛ
Велике число bareback-порно також негативно позначається на поширенні незахищеного сексу серед чоловіків, які практикують секс з чоловіками.
У 2009 році американська організація AIDS Healthcare Foundation спробувала через суд зобов'язати порноакторів використовувати презервативи під час зйомок. Однак вимога громадської організації була відкинута судом.

## Відомі студії
- Channel 1 Releasing
- Falcon Entertainment
- Hot House Entertainment
- Jet Set Men
- Jon Sparta
- Lucas Entertainment
- Lucas Kazan Productions
- Raging Stallion Studios
- Titan Media
- Bel Ami
- Cazzo Film
- Boy crush
- Men.com
- Helix Studios
- SeanCody.com